# 志祥
志祥（英語：Zac Zhi Xiang，1988年4月20日—）或稱Zac，本名林煜旋，马来西亚男演员、歌手和主持人。Zac志祥是2009年马来西亚八度空间电视歌唱选秀节目第一届《终极天团》冠军。同年以偶像团体FRIENDZ出道并担任团长，同年发行团体EP单曲。2011年11月FRIENDZ宣布单飞。
单飞后转战电视主持人，主持过节目《疯狂之旅》及《终极天王追踪记》。
2012年4月由大马著名创作人及音乐制作人佳旺签下并制作与发行同名迷你专辑《Zac首张个人EP》收录的五首歌曲当中以一首粤语歌《还可以》作为主打歌曲。
2012年参演大马资深音乐人周金亮的音乐剧《宝镜》后被剧组引荐参演NTV7电视剧《寂寞同盟》正式成为演员。至今已参演了超过30部的影视作品。
2017年至2019年间因个人原因暂别娱乐事业到国外深造。
2020年疫情开放后参加了Astro《经典新声命》回归娱乐事业，该节目是一档重编并演绎经典歌曲的歌唱节目，最终Zac志祥止步于半决赛。
2022年主持TVB翡翠台节目《都市特搜》并同时参与导演及监制的幕后工作。

## 作品
- FRIENDZ团体时期
  - 2009年单曲“GIMME 5”
- 单飞后
  - 2012年发行单飞后首张个人专辑《Zac志祥首张个人EP》[1]。
  - 2017年4月发行最新单曲《骗子》。
- 影视作品
  - 2012:寂寞同盟、迷里迷外、自立网户、春花灿烂
  - 2013:砂煲肉骨茶、坏青春
  - 2014:重案狙击、心迷、分身乏术、转捩点、凌晨三点三之古井、世界杯爱不爱微电影
  - 2015:我的男友不是人、脉动仁心、爱要怎么说、圆满爱上你、美丽世界之丈夫、我的欧巴们、浪子回家
  - 2016:正义大联盟、回盼、当拳头遇上枕头、心门、一见发财
  - 2017:回家狂想曲、妈姐、侦+欢喜、爱屋吉屋、三人夜话影视版之发财、娘惹相思格、我的非一般岳母
  - 2022:包你好运
  - 2023:兴福茶室
- 音乐剧作品
  - 2011:宝镜音乐剧
  - 2013:观音宝镜（台湾）
  - 2014:破天荒音乐剧
  - 2015:观音菩萨音乐剧
  - 2017:彩云星意音乐剧
  - 2022:七年蝶变音乐剧
- 主持作品
  - 2010:8TV八度空间《疯狂之旅》
  - 2011:8TV八度空间《终极天王追踪记》
  - 2013:中马青少年国际舞蹈交流大赛
  - 2016:988电台《周末zomok》
  - 2022:TVB翡翠台《都市特搜》